# Torben Guldberg
Torben Guldberg (* 1975 in Hamburg, Deutschland) ist ein dänischer Schriftsteller.

## Leben
Guldberg war Schauspieler, bevor er sich schriftstellerisch betätigte. Sein erstes in deutscher Sprache veröffentlichtes Buch war der Band Thesen über die Existenz der Liebe.

## Veröffentlichungen
- in dänischer Sprache: Teser om eksistensen af kærlighed. Lindhardt og Ringhof. Kopenhagen 2008.
- Thesen über die Existenz der Liebe, aus dem Dänischen von Ulrich Sonnenberg. Fischer Verlag, Frankfurt am Main 2010, ISBN 978-3-10-027038-2.